# Ralph of Farningham
Ralph of Farningham († vor 25. August 1287) war ein englischer Diplomat, Anwalt und Richter.

## Herkunft und Ausbildung
Ralph of Farningham stammte aus Farningham in Kent. Der Name seines Vaters ist unbekannt, von seiner Mutter ist nur der Vorname Juliana bekannt. Er hatte mindestens einen Bruder, Nicholas. Vor 1257 erlangte Ralph of Farningham einen Abschluss als Master an einer Universität, wobei er vermutlich noch einen höheren akademischen Grad entweder im weltlichen oder kanonischen Recht innehatte.

## Dienst als Diplomat
Farningham wird erstmals um Ostern 1257 erwähnt. 1258 übernahm in England eine Adelsopposition weitgehend die Regierung von König Heinrich III. Farningham war ein Schreiber des ebenfalls aus Kent stammenden königlichen Kanzlers Henry of Wingham, der 1259 zum Bischof von London gewählt wurde und daraufhin sein Amt als Kanzler niederlegte. Im Juli 1259 wurde Farningham von der Regierung der Barone als Gesandter zur Kurie nach Rom gesandt. Er blieb mindestens bis September 1261 und möglicherweise sogar bis Juli 1262 in Rom, wo er die Interessen der Adelsopposition vertrat. Im Juli 1262 wurde er zum päpstlichen Kaplan ernannt. Nach dem Sieg der königlichen Partei im Zweiten Krieg der Barone wechselte Farningham spätestens im Oktober 1265 wieder in den Dienst der Krone. 1267 wurde er nach Frankreich gesandt, wo er mit dem französischen König Ludwig IX. über die englischen Ansprüche auf die französischen Besitzungen von Simon de Montfort, dem getöteten Führer der Adelsopposition verhandelte. Vor 1270 trat Farningham auch in den Dienst des englischen Thronfolgers Eduard. Ende 1270 reiste er erneut als Gesandter zur Kurie nach Rom. 1274 nahm er als Vertreter des englischen Königs am Konzil von Lyon teil.

## Tätigkeit als Anwalt
Neben seiner Tätigkeit für die Regierung war Farningham in den 1260er und wohl auch noch zu Beginn der 1270er Jahre als Anwalt tätig und vertrat private Mandanten vor Gericht. Spätestens ab 1262 erhielt er eine jährliche Pension in Höhe von 10 Mark von Kenilworth Priory. In den nächsten Jahren erhielt er noch weitere regelmäßige Zahlungen, darunter von Robertsbridge Abbey, von den Hospitalitern in England und von mindestens vier weiteren Klöstern. Möglicherweise erhielt er diese Zahlungen aufgrund seiner Stellung am Königshof, doch wahrscheinlicher ist, dass er die Klöster als Anwalt vor Kirchengerichten vertrat.

## Tätigkeit als Richter am Common Bench
Farningham war offenbar ein erfahrener Diplomat und Rechtsanwalt, doch bislang hatte er kein juristisches Amt übernommen. Dennoch wurde er 1275 zum Richter am Common Bench ernannt. Am Common Bench arbeitete er mit dem Chief Justice Roger of Seaton zusammen und diente wohl 1276 auch als Richter während einer Gerichtsreise in Bedfordshire. Bereits im Frühjahr 1278 schied er wieder als Richter aus. Möglicherweise war er infolge eines Prozesses vor dem Arches Court von Erzbischof Pecham von Canterbury exkommuniziert worden. Nach seinem Ausscheiden vom Common Bench übernahm er keine weiteren Ämter mehr für die Krone. Er wird Ostern 1287 noch erwähnt, doch am 25. August 1287 ordnete der König die Einziehung seines Landbesitzes an, um diesen anschließend an seine Erben zu übergeben.